# Heorhiy Narbut

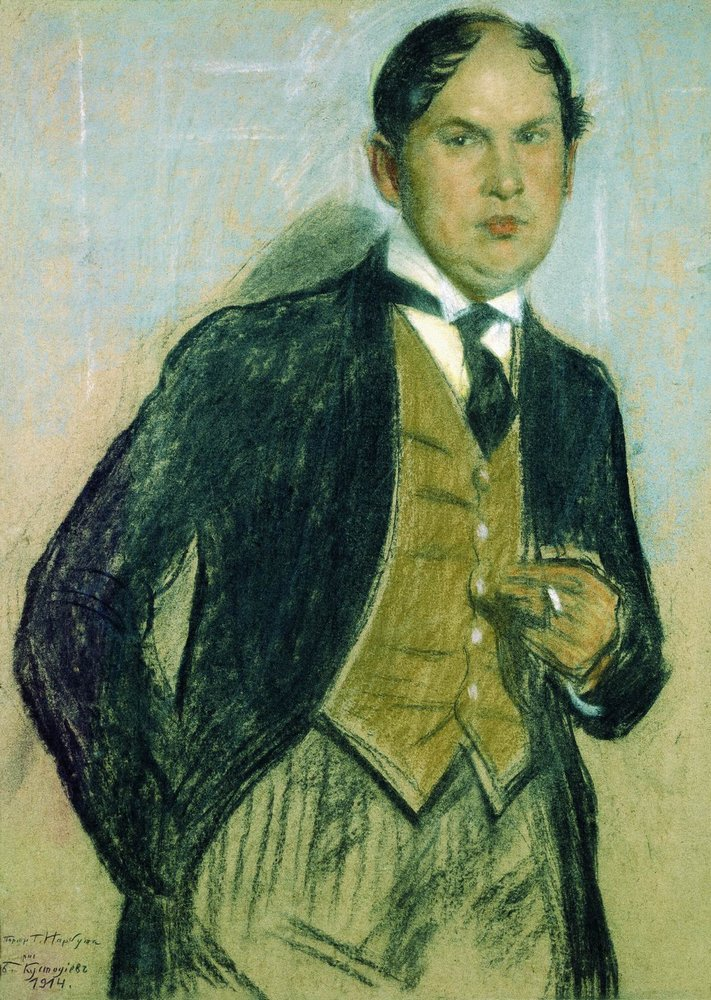
Pintura do artista russo Boris Kustodiev (1914)

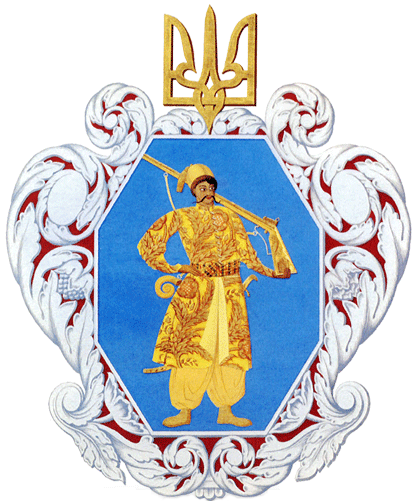
Projecto de selo da República Popular da Ucrânia, 1918

Heorhiy Narbut (em ucraniano:  Георгій Іванович Нарбут, 25 de fevereiro de 1886, em Narbutivka - 23 de maio de 1920, em Kiev) foi o designer gráfico ucraniano mais importante do século XX.

## Família
A dançarina Marina Berezowsky (1914-2011) era sua filha. Ela tornou-se uma figura importante no balé na Austrália.

## Trabalhos

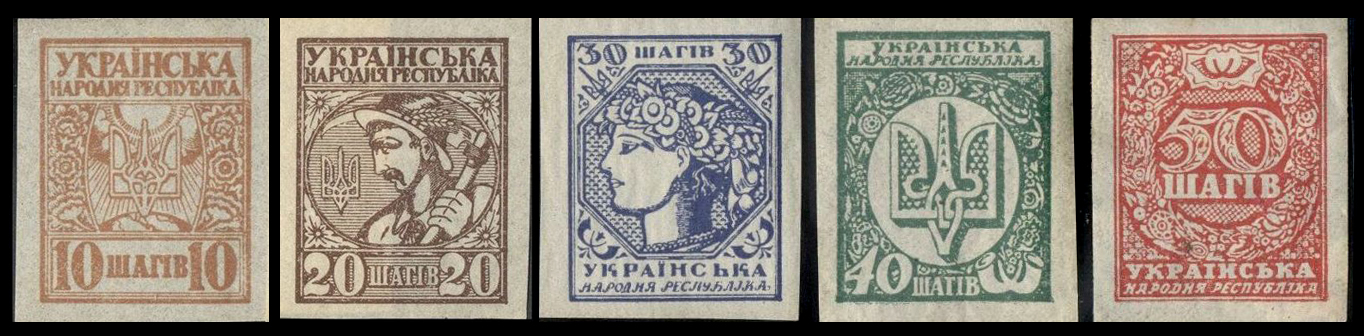
Esta edição de 1918 foi projectada pelos artistas gráficos Anton Sereda e Heorhiy Narbut.

Primeiros selos definitivos da Ucrânia (1992), através dos desenhos de Narbut
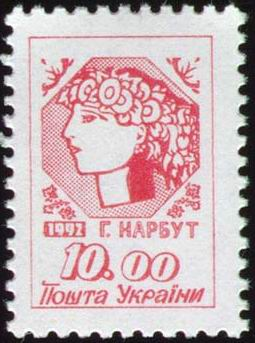
Série de 16 de maio, catálogo Michel, # 80
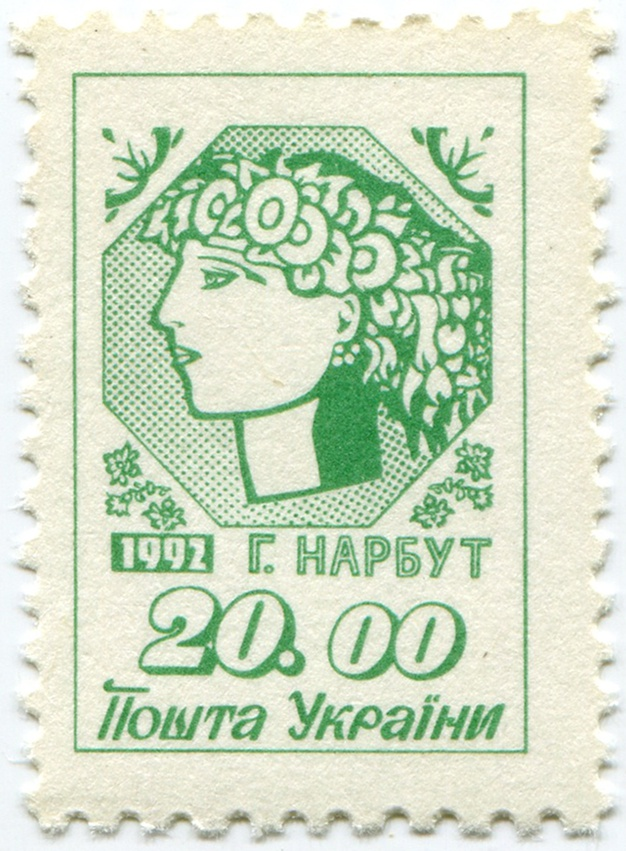
Mesmo catálogo Michel, # 81
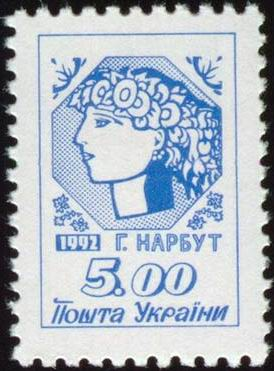
Mesmo catálogo Michel, # 79
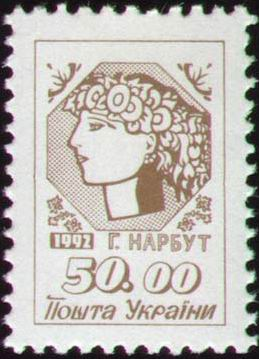
Mesmo catálogo Michel, # 82
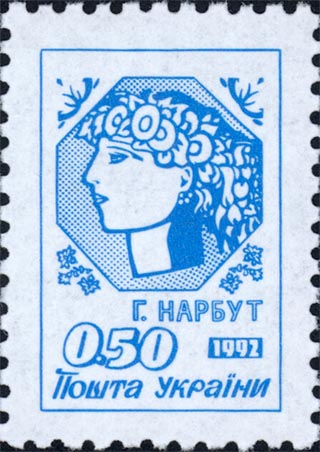
Série do catálogo Michel de 17 de junho, # 75
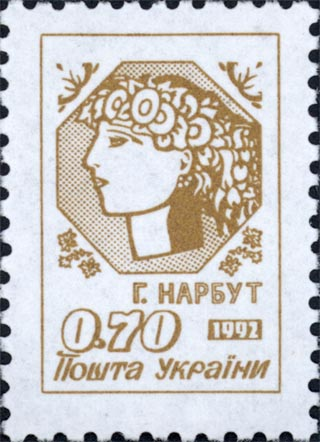
Mesmo catálogo Michel, # 76
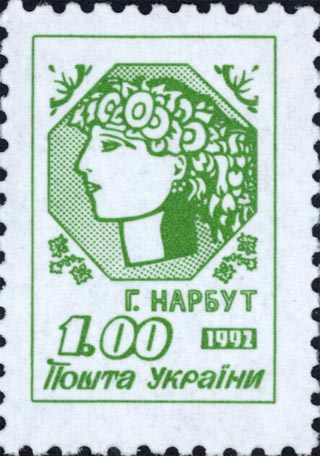
Mesmo catálogo Michel, # 77
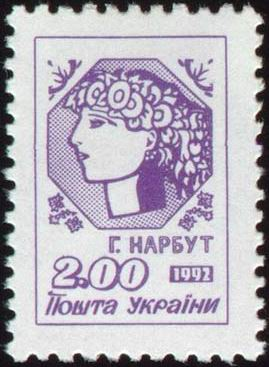
Mesmo catálogo Michel, # 78